# 제76회 골든 글로브상
제76회 골든 글로브상은 2018년 상영된 영화 중 가장 뛰어난 영화를 수상하기 위해 2019년 1월에 열린 시상식이다. 사회자는 산드라 오 등이다.

## 수상 및 후보

### 세실 B. 데밀 상
- 제프 브리지스 수상

### 작품상-드라마
- 보헤미안 랩소디 - 브라이언 싱어 수상
- 블랙클랜스맨 - 스파이크 리
- 이프 빌 스트리트 쿠드 토크 - 배리 젠킨스
- 스타 이즈 본 - 브래들리 쿠퍼
- 블랙 팬서 - 라이언 쿠글러

### 여우주연상-드라마
- 더 와이프 - 글렌 클로즈 수상
- 스타 이즈 본 - 레이디 가가
- 디스트로이어 - 니콜 키드먼
- 캔 유 에버 포기브 미? - 멜리사 맥카시
- 어 프라이빗 워 - 로자먼드 파이크

### 남우주연상-드라마
- 보헤미안 랩소디 - 라미 말렉 수상
- 스타 이즈 본 - 브래들리 쿠퍼
- 앳 이터너티스 게이트 - 윌렘 대포
- 보이 이레이즈드 - 루카스 헤지스
- 블랙클랜스맨 - 존 데이비드 워싱턴

### 작품상-뮤지컬코미디
- 그린 북 - 피터 패럴리 수상
- 크레이지 리치 아시안 - 존 추
- 더 페이버릿: 여왕의 여자 - 요르고스 란티모스
- 메리 포핀스 리턴즈 - 롭 마샬
- 바이스 - 아담 맥케이

### 여우주연상-뮤지컬코미디
- 더 페이버릿: 여왕의 여자 - 올리비아 콜맨 수상
- 메리 포핀스 리턴즈 - 에밀리 블런트
- 에이스 그레이드 - 엘시 피셔
- 툴리 - 샤를리즈 테론
- 크레이지 리치 아시안 - 콘스탄스 우

### 남우주연상-뮤지컬코미디
- 바이스 - 크리스찬 베일 수상
- 메리 포핀스 리턴즈 - 린-마누엘 미란다
- 그린 북 - 비고 모텐슨
- 미스터 스마일 - 로버트 레드포드
- 스탠 & 올리 - 존 C. 라일리

### 여우조연상
- 이프 빌 스트리트 쿠드 토크 - 레지나 킹 수상
- 퍼스트맨 - 클레어 포이
- 더 페이버릿: 여왕의 여자 - 엠마 스톤
- 더 페이버릿: 여왕의 여자 - 레이첼 와이즈
- 바이스 - 에이미 아담스

### 남우조연상
- 그린 북 - 마허샬라 알리 수상
- 뷰티풀 보이 - 티모시 샬라메
- 블랙클랜스맨 - 아담 드라이버
- 캔 유 에버 포기브 미? - 리차드 E. 그랜트
- 바이스 - 샘 록웰

### 장편애니메이션상
- 스파이더맨: 뉴 유니버스 - 밥 퍼시케티 외 2명 수상
- 개들의 섬 - 웨스 앤더슨
- 미래의 미라이 - 호소다 마모루
- 주먹왕 랄프 2: 인터넷 속으로 - 필 존스턴 외 1명
- 인크레더블 2 - 브래드 버드

### 외국어 영화상
- 로마 - 알폰소 쿠아론 수상
- 가버나움 - 나딘 라바키
- 걸 - 루카스 돈트

### 작가 미상
- 플로리안 헨켈 폰 도너스마르크
- 어느 가족 - 고레에다 히로카즈

### 감독상
- 로마 - 알폰소 쿠아론 수상
- 스타 이즈 본 - 브래들리 쿠퍼
- 그린 북 - 피터 패럴리
- 블랙클랜스맨 - 스파이크 리
- 바이스 - 아담 맥케이

### 각본상
- 그린 북 - 닉 발레롱가 외 2명 수상
- 로마 - 알폰소 쿠아론
- 더 페이버릿: 여왕의 여자 - 데보라 데이비스 외 1명
- 이프 빌 스트리트 쿠드 토크 - 배리 젠킨스
- 바이스 - 아담 맥케이

### 음악상
- 퍼스트맨 - 저스틴 허위츠 수상
- 콰이어트 플레이스 - 마르코 벨트라미
- 개들의 섬 - 알렉상드르 데스플라
- 블랙 팬서 - 러드윅 고랜슨
- 메리 포핀스 리턴즈 - 마크 샤이먼

### 주제가상
- 스타 이즈 본 - Shallow 수상
- 블랙 팬서 - All The Stars
- 덤플링 - Girl in the Movies
- 어 프라이빗 워 - Requiem For A Private War
- 보이 이레이즈드 - Revelation

### 작품상-TV 드라마
- 디 아메리칸즈 수상
- 보디가드
- 홈커밍
- 킬링 이브
- 포즈

### 여우주연상-TV 드라마
- 킬링 이브 - 산드라 오 수상
- 아웃랜더 - 케이트리오나 발피
- 핸드메이즈 테일 - 엘리자베스 모스
- 홈커밍 - 줄리아 로버츠
- 디 아메리칸즈 - 케리 러셀

### 남우주연상-TV 드라마
- 보디가드 - 리차드 매든 수상
- 오자크 - 제이슨 베이트먼
- 홈커밍 - 스테판 제임스
- 포즈 - 빌리 포터
- 디 아메리칸즈 - 매튜 리즈

### 작품상-TV 뮤지컬,코미디
- 코민스키 메소드 수상
- 배리
- 굿 플레이스
- 키딩
- 마블러브 미스 메이슬

### 여우주연상-TV 뮤지컬,코미디
- 마블러브 미스 메이슬 - 레이첼 브로스나한 수상
- 굿 플레이스 - 크리스틴 벨
- 머피 브라운 - 캔디스 버겐
- 글로우 : 레슬링 여인천하 - 알리슨 브리
- 윌 앤 그레이스 - 데브라 메싱

### 남우주연상-TV 뮤지컬,코미디
- 코민스키 메소드 - 마이클 더글라스 수상
- 키딩 - 짐 캐리
- 애틀랜타 - 도날드 글로버
- 배리 - 빌 헤이더
- Who Is America? - 사챠 바론 코헨

### 작품상-TV 미니시리즈,영화
- 아메리칸 크라임 스토리 수상
- 에일리어니스트
- 이스케이프 앳 댄모라
- 몸을 긋는 소녀
- 어 베리 잉글리쉬 스캔들

### 여우주연상-TV 미니시리즈,영화
- 이스케이프 앳 댄모라 - 패트리샤 아퀘트 수상
- Dirty John - 코니 브리튼
- 이야기 - 로라 던
- 세븐 세컨즈 - 레지나 킹
- 몸을 긋는 소녀 - 에이미 아담스

### 남우주연상-TV 미니시리즈,영화
- 아메리칸 크라임 스토리 - 대런 크리스 수상
- 지니어스 - 안토니오 반데라스
- 에일리어니스트 - 다니엘 브륄
- 패트릭 멜로즈 - 베네딕트 컴버배치
- 어 베리 잉글리쉬 스캔들 - 휴 그랜트

### 여우조연상-TV
- 몸을 긋는 소녀 - 패트리시아 클락슨 수상
- 마블러브 미스 메이슬 - 알렉스 볼스타인
- 아메리칸 크라임 스토리 - 페넬로페 크루즈
- 웨스트월드 - 탠디 뉴튼
- 핸드메이즈 테일 - 이본느 스트라호브스키

### 남우조연상-TV
- 어 베리 잉글리쉬 스캔들 - 벤 위쇼 수상
- 코민스키 메소드 - 알란 아킨
- 석세션 - 키에란 컬킨
- 아메리칸 크라임 스토리 - 에드가르 라미레스
- 배리 - 헨리 윙클러

## 같이 보기
- 제91회 아카데미상
- 제46회 애니상
- 제25회 미국 배우 조합상